# Žlobin
Žlobin, bjeloruski: Жло́бін, ruski: Жло́бин, je grad u Gomeljskoj oblasti u Bjelorusiji, na rijeci Dnjepru. Godine 2012. imao je 80.200 stanovnika. Prvi put se spominje 1492. godine
Glani pokretač gradskog gospodarstva je Bjeloruski metaloprerađivački zavod. S više od 12.000 zaposlenih jedno je od najvećih poduzeća u Bjelorusiji.

## Vanjske poveznice
- Zhlobin.org: Information and photos  Arhivirana inačica izvorne stranice od 1. ožujka 2019. (Wayback Machine) (rus.)

### Ostali projekti
|  | Zajednički poslužitelj ima još gradiva o temi Zhlobin |